# Plectrocnemia ventralis
Plectrocnemia ventralis is een fossiele soort schietmot uit de familie Polycentropodidae.